# Nikolái Dezhnev
Nikolái Borísovich Dezhnev (Moscú, 18 de mayo de 1946) es un escritor ruso moderno. Dezhnev es el seudónimo utilizado por Nikolái Borísovich Popov. 

## Biografía
Entre 1964 y 1970 estudió en el Instituto de Ingeniería y Física de Moscú (MIFI). Hasta 1972 trabajó en el instituto de investigación científica de medidas ópticas. En 1975 cursó estudios en el Instituto de propiedad intelectual de Moscú, y durante seis años trabajó en el Comité de cartas patentes de invención. En 1980 cursó estudios de economía internacional en la Academia de Comercio Exterior de la Unión Soviética. Trabajó en el Ministerio de Ciencia y Técnica entre 1980 y 1983, y desde 1983 hasta 1989 en UNIDO, en Viena. En 1989 regresó al Ministerio de Ciencia y Técnica.
En 1987 comenzó a escribir prosa. Es miembro de la Unión de Escritores de Rusia desde 1998. Sus obras pertenecen a la corriente posmodernista o de realismo fantástico: los críticos rusos lo han comparado con Mijaíl Bulgákov y los extranjeros con Carlos Castañeda y Gabriel García Márquez. 
Su novela De ángeles y hombres se ha publicado en Brasil, Alemania, Países Bajos, Israel, Italia, Noruega, Polonia, Estados Unidos, Francia, Serbia y España.

## Obras escogidas
- 2014 "Пояс Койпера" - ("El cinturón de Koiper")
- 2010 "Асцендент Картавина" - ("El ascendiente de Kartavin")
- 2010 Дорога на Мачу-Пикчу - ("El camino a Machu Picchu")

Ciclo 
- 2014 "Канатоходец" - (El titiritero)
- 2009 Принцип неопределенности – ("El principio de indeterminación")
- 2002 Год бродячей собаки – ("El año del perro errante")
- 1995, 2003 В концертном исполнении (Анна и падший ангел) – ("Ejecutado en concierto" o "Ana y el ángel caído"). Traducido al español como De ángeles y hombres

- 2006 Пришелец - ("Forastero")
- 2005 Белый городок – ("Ciudad blanca")
- 2005 Русский синдром. Одиссея шпиона Калошина – ("El síndrome ruso. La odisea del espía Kaloshin")
- 2004 Жизнь Жужжалина – ("La vida de Zhuzhzhalin")
- 2004 Забава провинциала – ("Entretenimiento de un provinciano")
- 2003 Игра в слова – ("Juego de palabras")
- 1987 Международный чиновник – ("Funcionario internacional")